# Hpnotiq

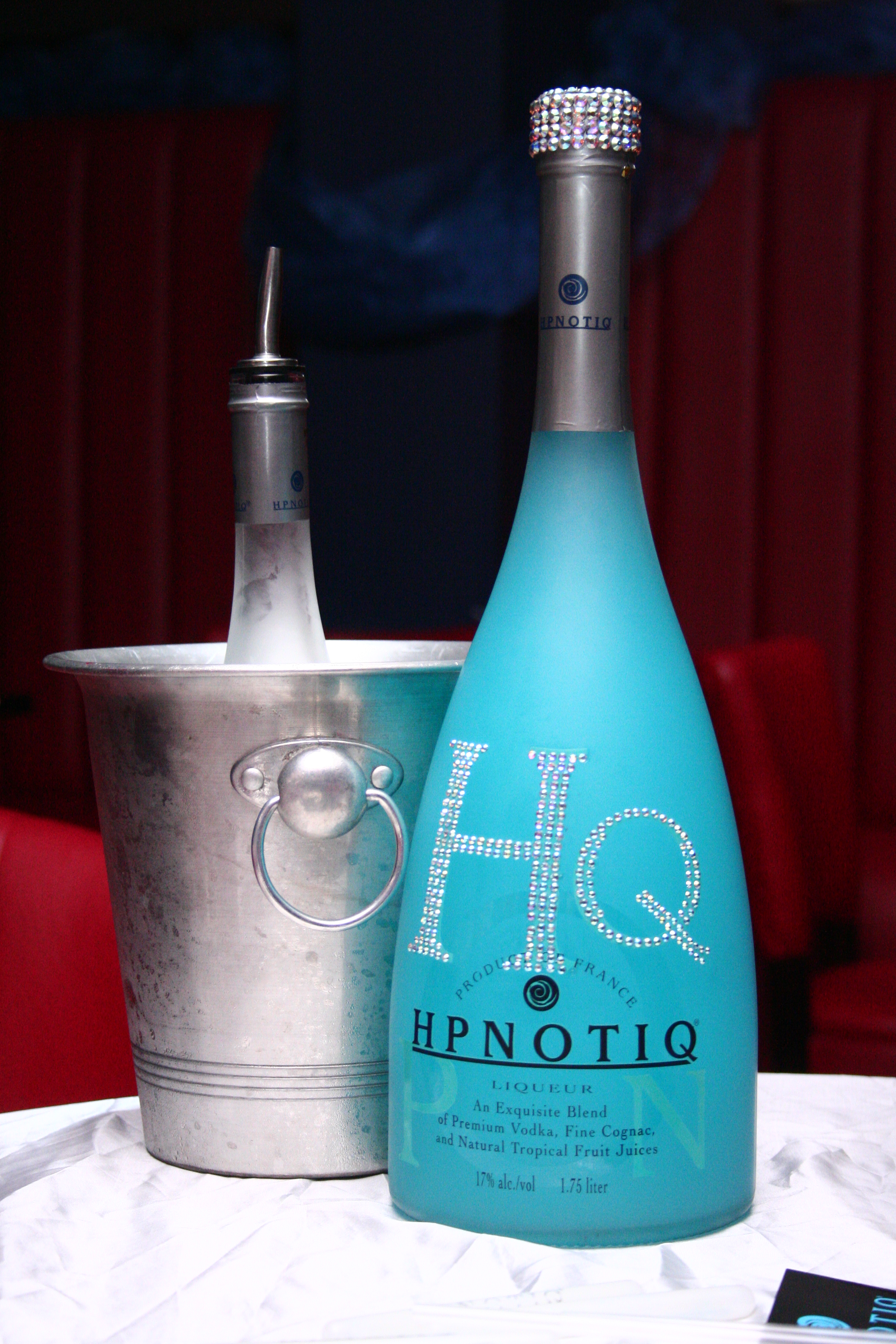
Hpnotiq

Hpnotiq is een blauwe likeur met een smaak van tropische vruchten. De likeur werd ontwikkeld in New York, maar wordt gebotteld in Frankrijk door Distillerie Merlet & Fils in opdracht van Heaven Hill Distilleries en bevat mango en papaya vruchtensappen, wodka en een cognac.

## Geschiedenis
Hpnotiq werd in 2001 gecreëerd door Raphael Yakoby, een college drop-out die bij zijn ouders op Long Island woonde. Hij werd naar verluidt geïnspireerd door de aanblik van een blauwe parfum bij het warenhuis Bloomingdale's. De drank, oorspronkelijk gedistribueerd door Wingard Inc uit Great Neck (staat New York), verwierf populariteit in de nachtclubs van New York. In januari 2003 werden Yakoby's handelsmerk en de distributierechten verworven door Heaven Hill Distilleries. Yakoby hield er 50 miljoen dollar aan over en ontwikkelde enkele jaren later een andere likeur: Nuvo.
In juni 2011 werd een variant van Hpnotiq gelanceerd: Hpnotiq Harmonie, violet gekleurd en op smaak gebracht met een mix van bessen, viooltjes, lavendel, en gedistilleerde dranken.
Het merk verzorgt de marketing door product placement in muzieknummers (voornamelijk hip-hop), muziekvideo's, televisieseries en films en de koppeling aan bekende mediafiguren.